# Трамвайный музей (Хельсинки)
Трамвайный музей (фин. Ratikkamuseo) — учреждение культуры историко-технического профиля в Финляндии. Работает при Городском музее Хельсинки, расположен в районе Така-Тёёлё.

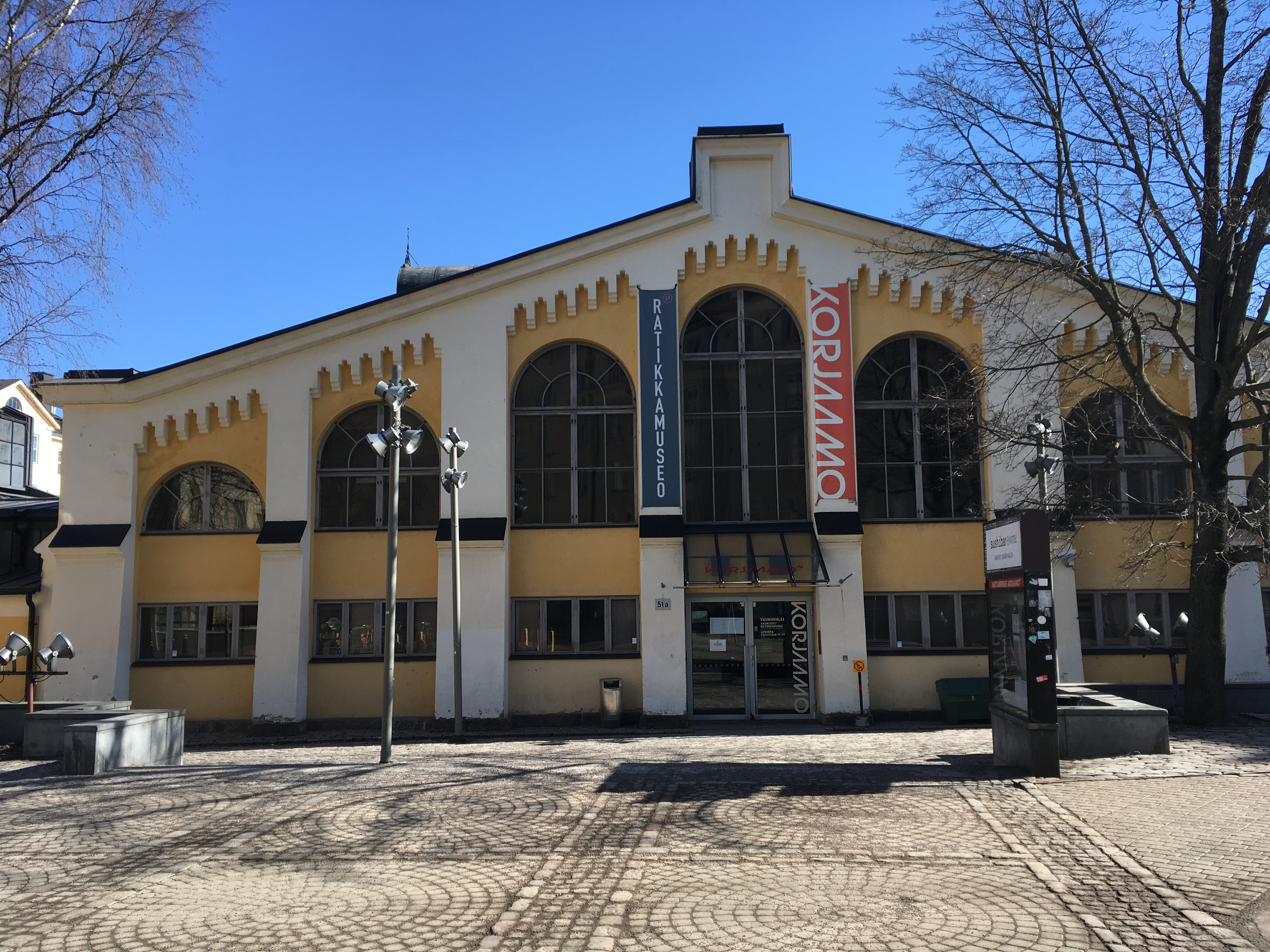

Музей занимает старейшее трамвайное депо Хельсинки, построенное в 1900 году по проекту архитектора Вальдемара Аспелина.
Посещение музея бесплатно.

## Экспозиция
Музей рассказывает историю общественного транспорта Хельсинки, начиная с конок, основная экспозиция посвящена истории трамвая Хельсинки. В музее представлены трамваи и множество связанных с ними артефактов, собрано большое число фотографий. На путях также курсирует открытый трамвай без бортов (как перевозчик пассажиров он последний раз использовался во время Олимпийских игр 1952 года), который очень популярен среди жителей Хельсинки летом. Экипировка и снаряжение водителей и кондукторов разных десятилетий рассказывают историю их работы. В музее рядом друг с другом располагаются электрические трамваи и сапожная мастерская.
12 июня 2008 года Городской музей Хельсинки открыл отреставрированный Музей трамваев в рамках проекта «Культурное наследие Хельсинки».

## Предыстория музея
Предшественник Хельсинкского городского транспортного управления, Helsinki Omnibus Company, действовала с 1887 года в районе вилл Руусула в Тёёлё. Здесь ей были построены конюшни, сарай для экипажей, прачечная, нефтебаза и шорная мастерская. Когда в 1890 году было запланировано открытие конки, название компании было изменено на Helsingin Raitiotie- ja Omnibusosakeyhtiö. С 1910-х годов компания отвечала за строительство и эксплуатацию трамвайных линий в городе и на частных пригородных линиях в Кулосаари, Хааге и Мунккиниеми. Помимо трамваев, также курсировали омнибусы. Город приобрёл контрольный пакет акций компании в 1913 году.
Регулярное транспортное сообщение в Хельсинки началось в 1891 году. Первые конки ходили по маршрутам Кайвопуйсто-Тёёлё и Лапинлахти-Сёрняйнен. К началу ХХ века трамвайное движение было электрифицировано. Начало движения электрических трамваев ознаменовало собой превращение этого района в современную площадь.
В 1900 году по проекту архитектора Вальдемара Аспелина было завершено строительство вагонного депо, ныне музеефицированного. Изначально здание имело двери с обоих торцов, чтобы через него можно было проезжать вагонам. В здании также располагалась мастерская по подковке лошадей. Позже рядом был построен более просторный вагонный зал, ныне трамвайное депо Тёёлё.

## История музея
Музеефикация вагонного зала началась в середине 1980-х годов. Создание музея было завершено в 1992 году. В октябре 1993 года Департамент городского транспорта Хельсинки передал свою музейную коллекцию Городскому совету Хельсинки, и музей был открыт для публики.

## Галерея

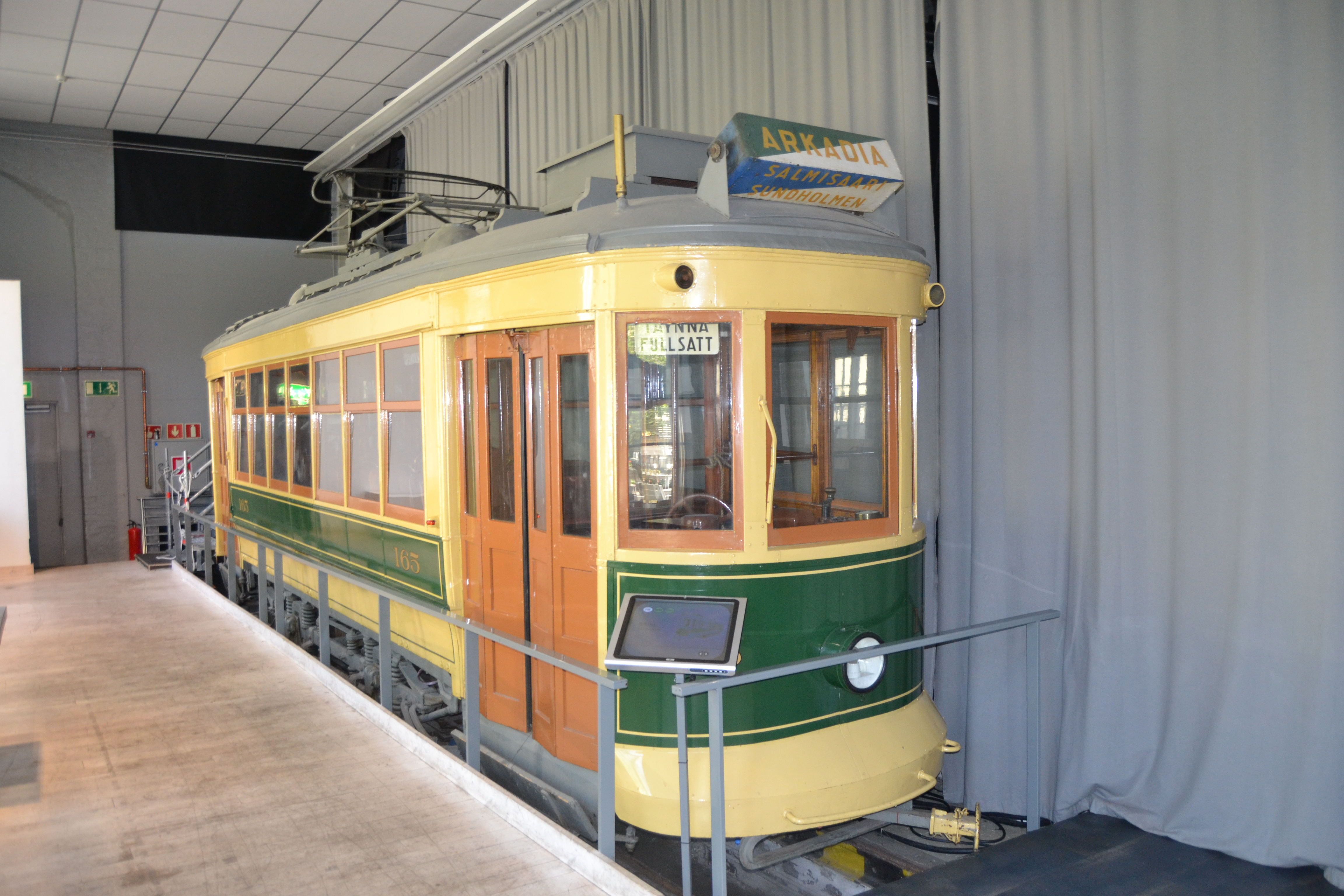
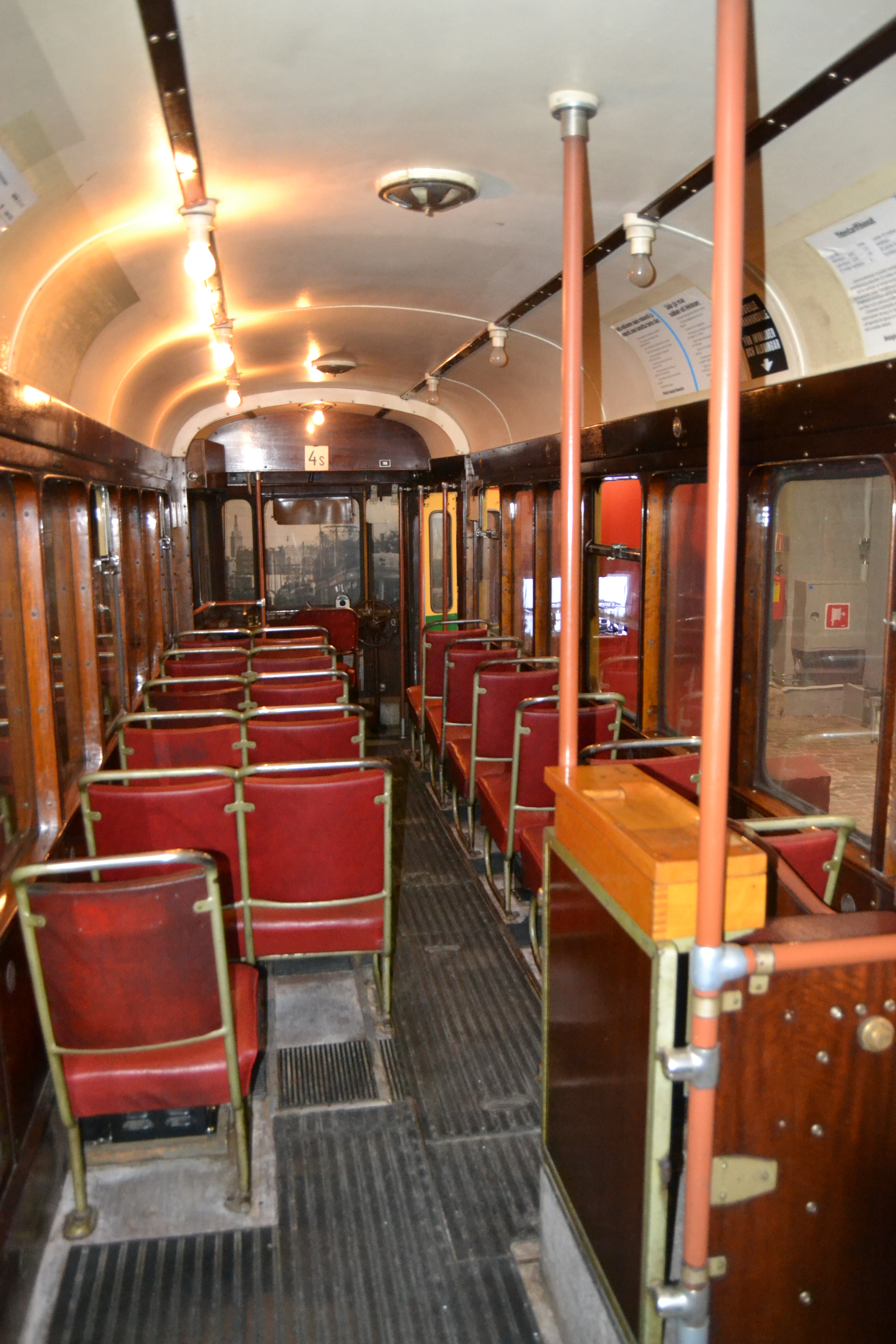
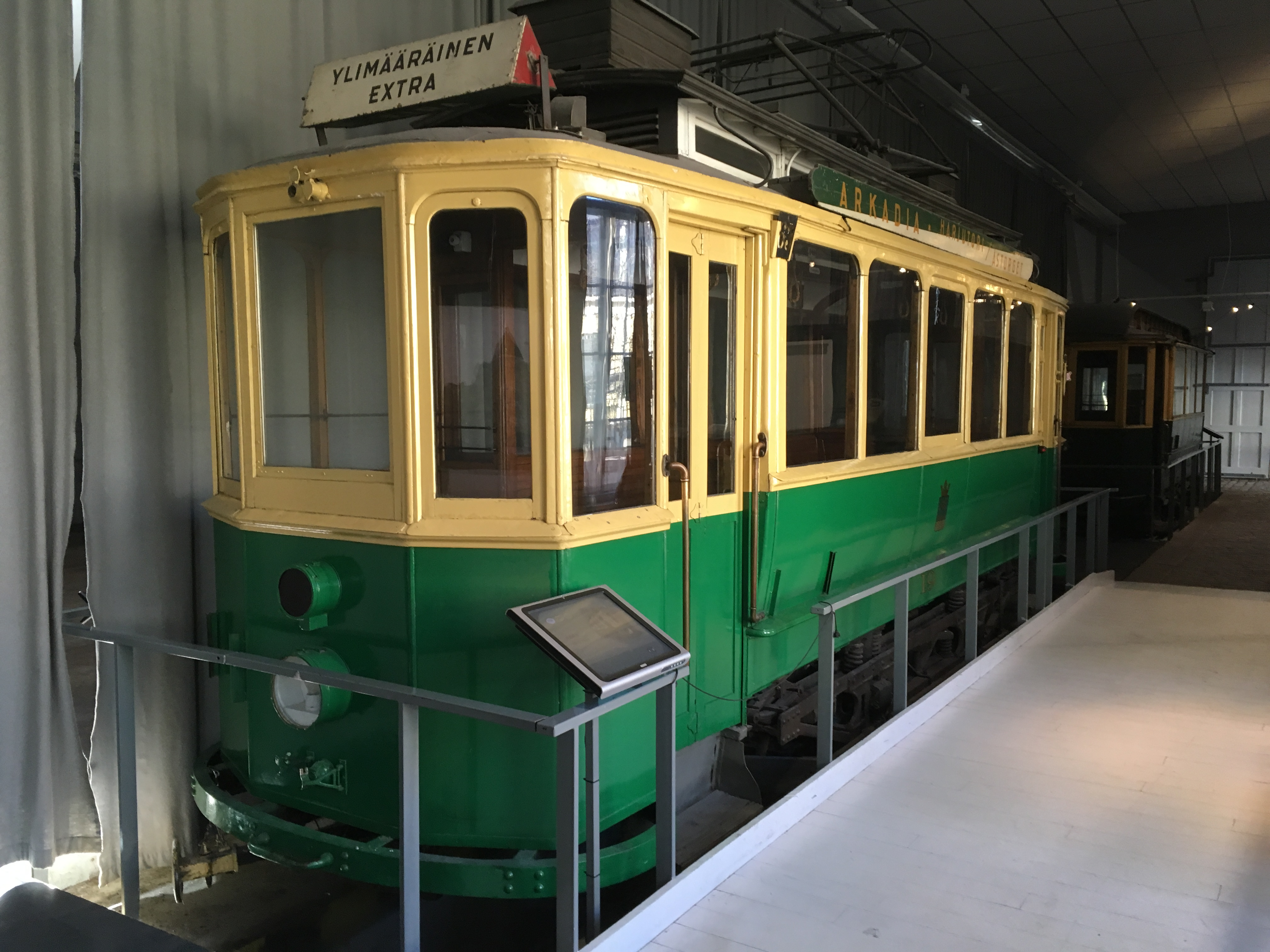
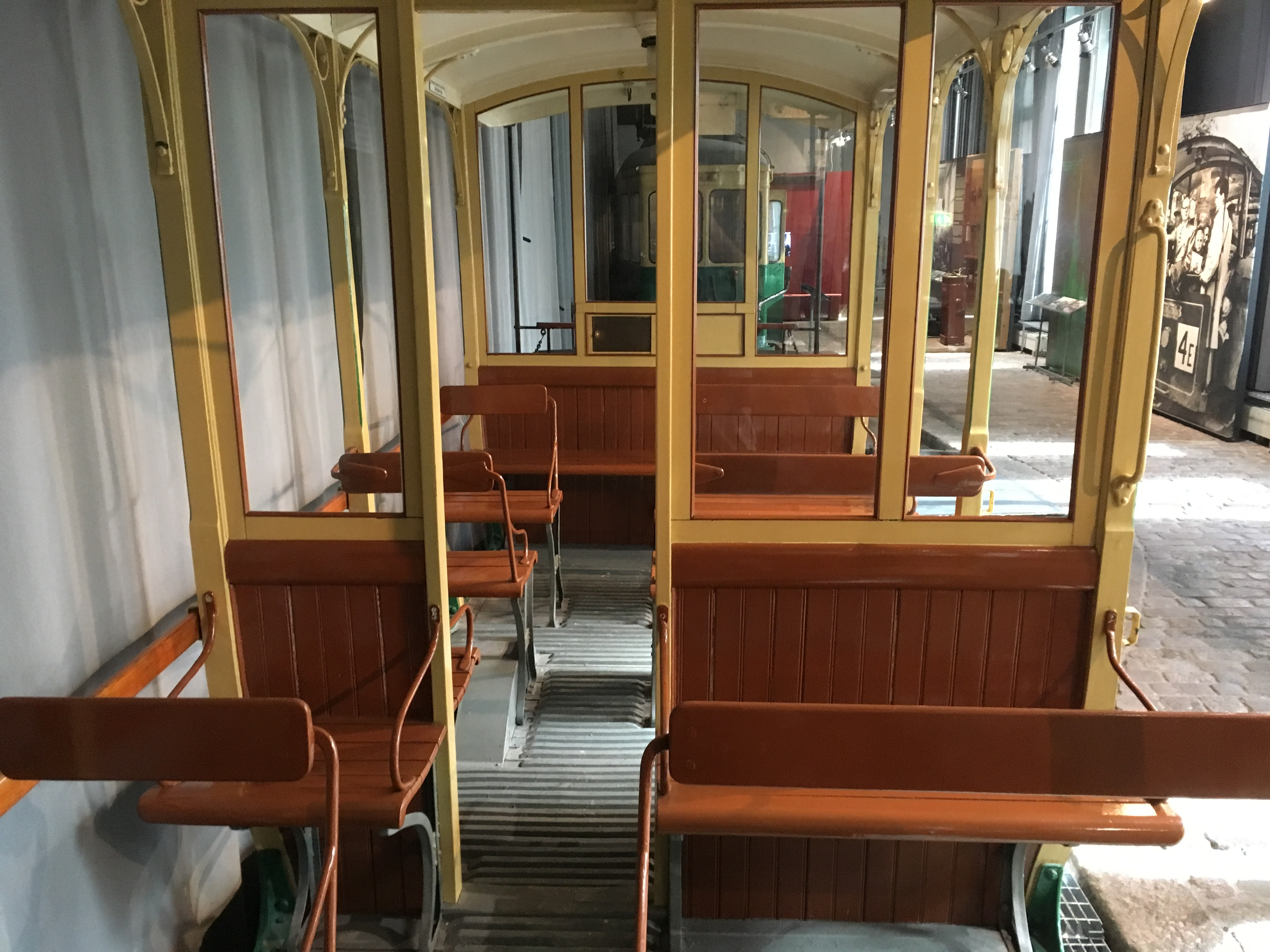
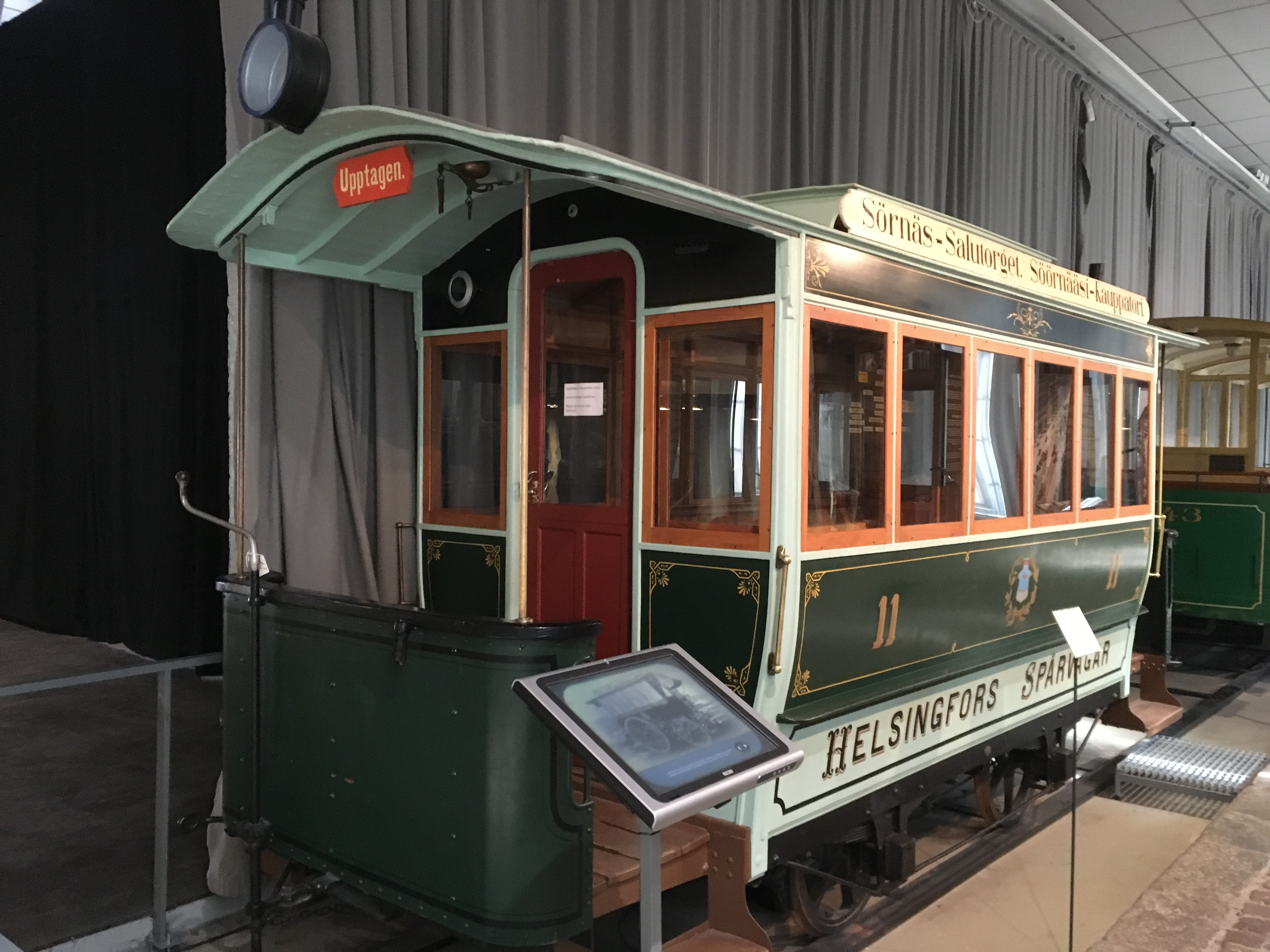
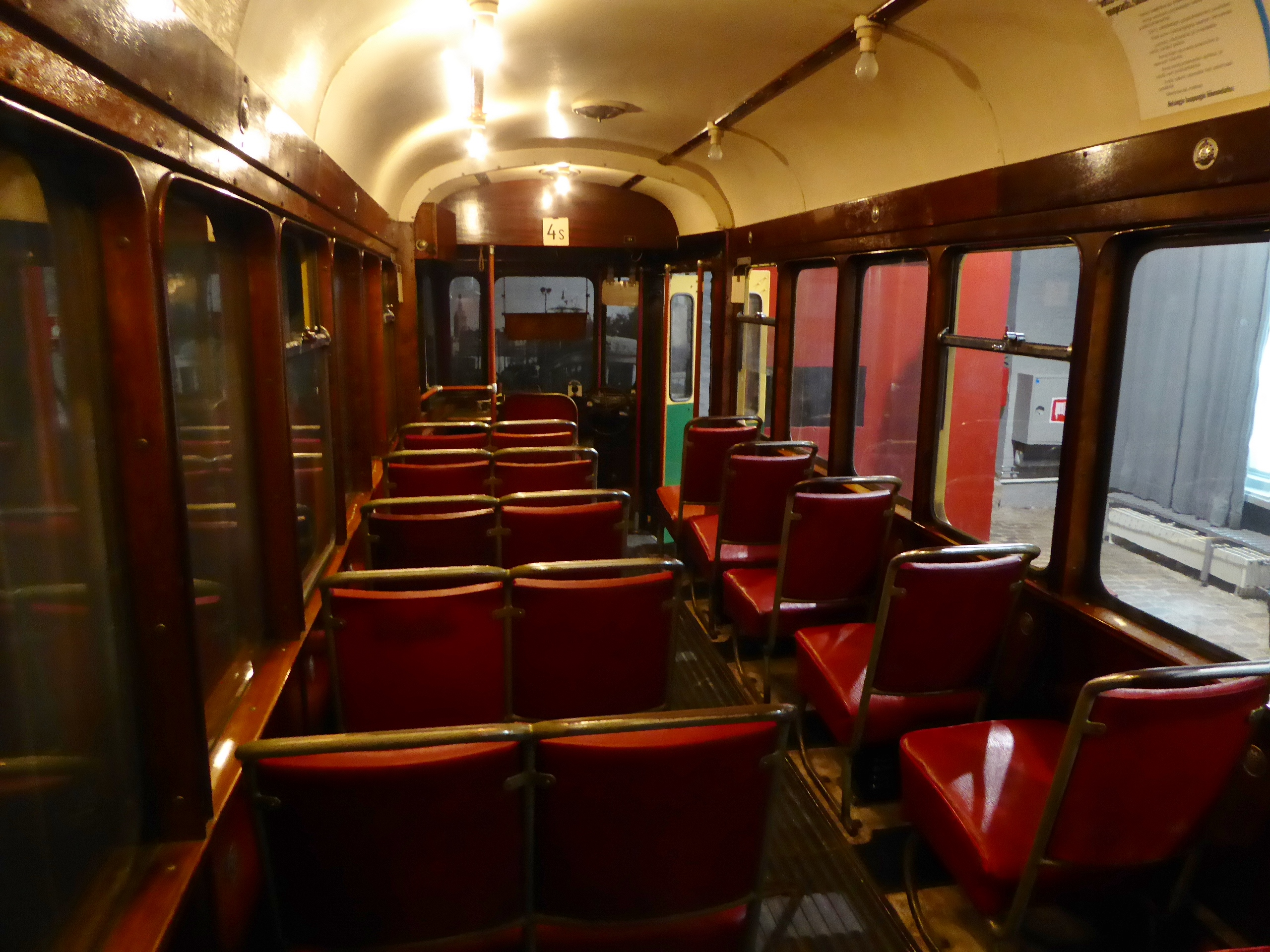
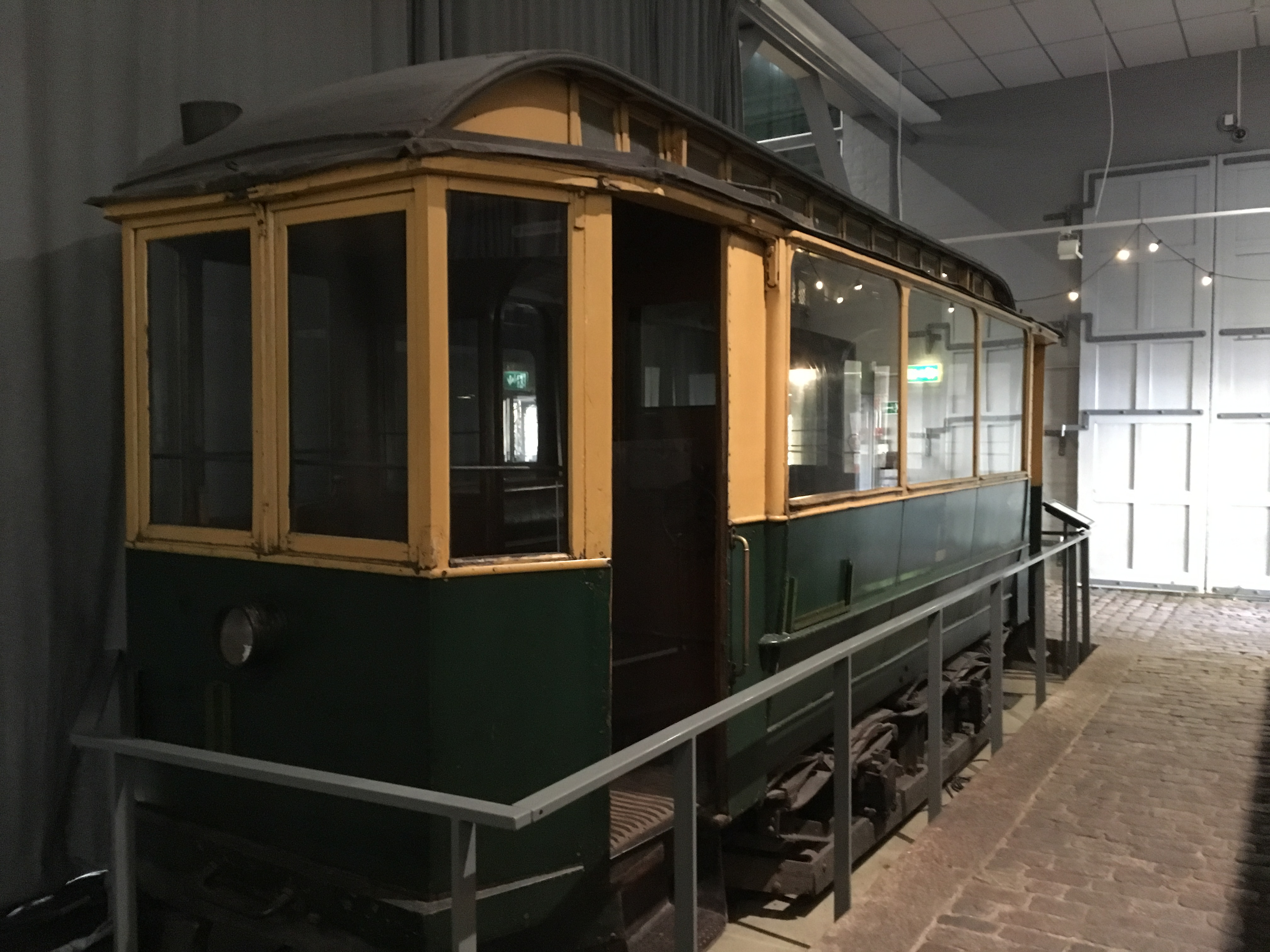